# Gert Krenn
Gert Krenn es un deportista austríaco que compitió en bobsleigh. Ganó una medalla de bronce en el Campeonato Mundial de Bobsleigh de 1975, en la prueba cuádruple.

## Palmarés internacional
| Campeonato Mundial | Campeonato Mundial | Campeonato Mundial | Campeonato Mundial |
| Año                | Lugar              | Medalla            | Prueba             |
| ------------------ | ------------------ | ------------------ | ------------------ |
| 1975               | Cervinia (Italia)  | Medalla de bronce  | Cuádruple          |